# Epichnopteriginae
Epichnopteriginae — подсемейство чешуекрылых насекомых из семейства мешочниц.

## Систематика
В составе подсемейства:
- Acentra
- Bijugis
- Epichnopterix
- Mauropterix
- Rebelia
- Whittleia